# (4636) Chile
(4636) Chile es un asteroide perteneciente al cinturón de asteroides, descubierto el 13 de febrero de 1988 por Eric Walter Elst desde el Observatorio de La Silla, Chile.

## Designación y nombre
Designado provisionalmente como 1988 CJ5. Fue nombrado Chile en homenaje al país latinoamericano Chile donde se encuentra el Observatorio Europeo Austral. Chile destaca por sus grandes viñedos, principalmente montañoso, con los Andes dominando el paisaje. La extensión de Chile es de unos 38 grados de latitud abarca casi todos los climas. Los fascinantes pueblo chilenos son una mezcla racial de los europeos (conquistadores de España, las familias vascas) y las tribus indígenas (atacameños, diaguitas, picunches, araucanos, Huilliches, Pehuenches y Cuncos). Hoy en día los orgullosos indios araucanos constituyen la única minoría étnica significativa.

## Características orbitales
Chile está situado a una distancia media del Sol de 2,613 ua, pudiendo alejarse hasta 3,032 ua y acercarse hasta 2,193 ua. Su excentricidad es 0,160 y la inclinación orbital 13,77 grados. Emplea 1542 días en completar una órbita alrededor del Sol.

## Características físicas
La magnitud absoluta de Chile es 12,7. Tiene 6,828 km de diámetro y su albedo se estima en 0,233.